# Tavarnelle Val di Pesa
Tavarnelle Val di Pesa est une ancienne commune de la ville métropolitaine de Florence dans la Toscane en Italie. Elle fait partie de Barberino Tavarnelle depuis 2019.

## Géographie

### Hameaux
Sambuca Val di Pesa, San Donato in Poggio, Tignano, Badia a Passignano
- Badia a Passignano est particulièrement remarquable avec une ancienne abbaye devenue bourg médiéval fortifié[2].

### Communes limitrophes
Barberino Val d'Elsa, Castellina in Chianti, Certaldo, Greve in Chianti, Montespertoli, San Casciano in Val di Pesa

## Administration
| Période  | Période       | Identité         | Étiquette     | Qualité |
| -------- | ------------- | ---------------- | ------------- | ------- |
| mai 2014 | décembre 2018 | David Baroncelli | centre gauche |         |

## Jumelages
- Tangermünde (Allemagne)
- Minden (Allemagne)
- Hatvan (Hongrie) depuis 1996
- Gagny (France) depuis 1967
- Fălticeni (Roumanie)